# Heartbreak Hotel
〈Heartbreak Hotel〉은 미국의 로큰롤 가수 엘비스 프레슬리가 녹음한 곡이다. 이 노래는 1956년 1월 27일 싱글곡으로 발매되었다. 프레슬리는 그의 새로운 레코드 레이블 RCA 빅터에서 첫 번째로 발매되었고, 토미 더든과 메이 보렌 액스턴에 의해 쓰여졌다.
호텔 창문에서 뛰어내린 외로운 남자의 자살에 대한 신문 기사가 가사에 영감을 주었다. 액스턴은 1955년 11월 내슈빌 컨벤션에서 열린 컨트리 음악 컨벤션에서 이 노래를 프레슬리에게 선사했다. 프레슬리는 그 곡을 녹음하기로 동의했고 1956년 1월 10일 그의 밴드인 블루 문 보이스, 기타리스트 쳇 앳킨스, 피아니스트 플로이드 크래머와 함께 했다. 〈Heartbreak Hotel〉은 8바 블루스 진행과 함께 트랙 전체에 걸쳐 심한 잔향을 일으키며 프레슬리의 선 레코딩의 특징을 모방한다.